# Блаау, Адриан
Адриан Блаау (нидерл. Adriaan Blaauw, 1914−2010) — голландский физик и астроном.

## Биография
Родился в Амстердаме, в 1938 году окончил Лейденский университет. С 1938 по 1945 год работал в Астрономической лаборатории имени Я. К. Каптейна Гронингенского университета, в 1945—1948 — в Лейденской обсерватории, в 1948—1953 годах преподавал астрономию в Лейденском университете. В 1953—1957 годах работал в Чикагском университете и Йеркской обсерватории (США), в 1958—1968 годах — директор Астрономической лаборатории имени Я. К. Каптейна, в 1957—1970 — профессор Гронингенского университета, с 1970 по 1974 год — генеральный директор Европейской южной обсерватории, с 1975 — профессор Лейденского университета.
Член Нидерландской королевской АН (1963).
Президент Международного астрономического союза (1976—1979).

## Научная деятельность
Основные труды посвящены звездной астрономии, изучению переменных звезд, основных характеристик различных типов звездного населения Галактики — пространственное распределение, кинематические особенности, светимость, возраст, химический состав.
Совместно с X. Р. Морганом осуществил анализ пространственных движений долгопериодических цефеид, что позволило очень точно вычислить абсолютные величины этой группы звезд и тем самым уточнить шкалу галактических расстояний. Совместно с О. Струве выполнил детальное исследование спектральных изменений у переменной RR Лиры в течение полного цикла эффекта Блажко, совместно с М. Саведовым установил зависимость между периодом и светимостью для переменных типа β Цефея.
Изучил собственные движения звезд в ряде O-ассоциаций в связи с проблемой неустойчивости и распада этих звездных групп, предложил гипотезу о связи быстрых OB-звезд со вспышками сверхновых, согласно которой OB-звезды могут приобретать аномально большие пространственные скорости при взрыве одного из компонентов тесной двойной пары.

## Награды и звания
- Премия Жюля Жансена Французского астрономического общества (1978).
- Медаль Кэтрин Брюс (1989).